# Galt (Illinois)
Galt és una comunitat no incorporada al comtat de Whiteside (Illinois, Estats Units). Galt és a 3 milles (4.8 km) a l'oest de Sterling, se li atribueixen 0,76 km² de superfície i disposa d'una oficina de correus amb el codi postal 61037. La comunitat rebé el nom de John Galt, un dels primers terratinents.